# 가코군

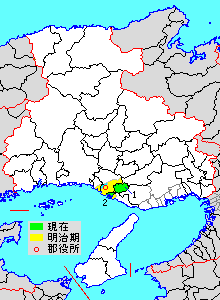
효고현 가코군의 위치 (1.아나미정 2.하리마정 하늘색: 후에 다른 군에서 편입된 구역)

가코군(일본어: 加古郡, かこぐん)은 일본 효고현(하리마국)에 있는 군이다.
인구 63,996명, 면적 44.05 km2, 인구밀도 1,453명 /km2. (2021년 1월 1일, 추계인구)
이하 2정으로 구성된다.
- 이나미정(稲美町)
- 하리마정(播磨町)

## 군역
1879년 행정 구역으로 발족 당시의 군역은 위의 2정 외에 아래 구역에 해당한다. 기본적으로 가코강 하구의 좌안이 가코군, 우안이 인나미군이다.
고베시와 가까운 지역으로 도시화가 진횡되고 있으며, 도시와 농촌이 복합된 지역이다.
- 가코가와시 동부
- 다카사고시의 일부
- 아카시시의 일부

## 역사
- 1879년 1월 8일 - 군구정촌 편제법이 효고현에서 시행되면서, 행정 구역으로서의 가코군이 발족.

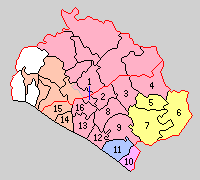
1.가코가와정 2.히오카촌 3.간노촌 4.야하타촌 5.가코신촌 6.모리촌 7.덴마촌 8.노구치촌 9.히라오카촌 10.후타미촌 11.아에촌 12.베후촌 13.오노에촌 14.다카사고정 15.아라이촌 16.규리촌 (보라: 아카시시 빨강: 가코가와시 주황: 다카사고시 노랑: 이나미정 파랑: 하리마정)

- 1889년 4월 1일 - 정촌제 시행으로, 아래의 정촌이 발족. 따로 적은 경우 외에는 현 가코가와시.(2정 14촌)
  - 가코가와정(加古川町)
  - 히오카촌(氷丘村)
  - 간노촌(神野村)
  - 야하타촌(八幡村)
  - 가코신촌(加古新村): 현 이나미정
  - 모리촌(母里村): 현 이나미정
  - 덴마촌(天満村): 현 이나미정
  - 노구치촌(野口村)
  - 히라오카촌(平岡村)
  - 후타미촌(二見村): 현 아카시시
  - 아에촌(阿閇村): 현 하리마정
  - 베후촌(別府村)
  - 오노에촌(尾上村)
  - 다카사고정(高砂町): 현 다카사고시
  - 아라이촌(荒井村): 현 다카사고시
  - 규리촌(鳩里村)
- 1927년 1월 1일 - 후타미촌이 정제 시행으로 후타미정(二見町)이 됨.(3정 13촌)
- 1928년 11월 15일 - 베후촌이 정제 시행으로 베후정(別府町)이 됨.(4정 12촌)
- 1929년 3월 20일 - 규리촌이 가코가와정에 편입.(4정 11촌)
- 1937년 3월 15일 - 히오카촌이 가코가와정에 편입.(4정 10촌)
- 1948년 10월 1일 - 가코신촌이 개칭하여 가코촌(加古村)이 됨.
- 1950년 6월 15일 - 가코가와정·간노촌·노구치촌·히라오카촌·오노에촌이 합병하여, 가코가와시(加古川市)가 발족, 군에서 이탈.(3정 6촌)
- 1951년)
  - 1월 10일 - 후타미정이 아카시시에 편입.(2정 6촌)
  - 10월 1일 - 베후정이 가코가와시에 편입.(1정 6촌)
- 1954년)7월 1일 - 다카사고정·아라이촌이 인나미군 소네정·이호촌과 합병하여 다카사고시(高砂市)가 발족, 군에서 이탈.(5촌)
- 1955년)
  - 3월 31일 - 가코촌·모리촌·덴마촌이 합병하여, 이나미정(稲美町)이 발족.(1정 2촌)
  - 4월 1일 - 야하타촌이 가코가와시에 편입.(1정 1촌)
- 1962년)4월 1일 - 아에촌이 정제 시행과 개칭으로 하리마정(播磨町)이 됨.(2정)